# Peix falcó unimaculat
El peix falcó unimaculat (Amblycirrhitus unimacula) és una espècie de peix pertanyent a la família dels cirrítids.

## Descripció
- Pot arribar a fer 8,5 cm de llargària màxima.[6][7]

## Hàbitat
És un peix marí, associat als esculls i de clima tropical (26°N-18°S, 119°E-174°W).

## Distribució geogràfica
Es troba al Pacífic: el Japó, Samoa i Tonga.

## Observacions
És inofensiu per als humans.